# 維克尼亞涅
48°12′45″N 31°16′3″E / 48.21250°N 31.26750°E
維克尼亞涅（烏克蘭語：Вікняне），是烏克蘭中部的村莊，隸屬基洛夫格勒州的新烏克蘭卡區。該村始建於1875年，面積0.63平方公里，海拔高度168米，2001年人口70，人口密度每平方公里110.4人。